# Liophryne
Liophryne là một chi động vật lưỡng cư trong họ Nhái bầu, thuộc bộ Anura. Chi này có 6 loài và không bị đe dọa tuyệt chủng.

## Các loài
- Liophryne allisoni (Zweifel, 2000)
- Liophryne dentata (Tyler & Menzies, 1971)
- Liophryne magnitympanum Kraus & Allison, 2009
- Liophryne rhododactyla (Boulenger, 1897)
- Liophryne rubra (Zweifel, 2000)
- Liophryne schlaginhaufeni (Wandolleck, 1911)
- Liophryne similis (Zweifel, 2000)